# Sprachen Ruandas

Lage Ruandas

Die vier offiziellen Sprachen Ruandas sind seit Februar 2017 Kinyarwanda, Englisch, Französisch und Suaheli.
Zuvor galt eine Regelung, die 2003 in der Verfassung von Ruanda verankert worden war. In Artikel 5 heißt es dort: „Die nationale Sprache [Ruandas] ist Kinyarwanda. Amtssprachen sind Kinyarwanda, Französisch und Englisch.“
Ruanda ist eines der wenigen Länder Afrikas, in denen sich nahezu die gesamte Bevölkerung – mit der Bantusprache Kinyarwanda – eine gemeinsame Muttersprache teilt. Obwohl die moderne Geschichte Ruandas von ethnischen Spannungen zwischen den Bevölkerungsgruppen der Hutu und der Tutsi geprägt ist, teilen sie sich diese gemeinsame Sprache. Dies gilt auch für die Gruppe der Twa, eine ethnische Minderheit im Land. Dennoch ist die Sprachenfrage ein Politikum.

## Historische Entwicklung
Während der deutschen Kolonialherrschaft in Ruanda war Suaheli die offizielle Verwaltungssprache. Nach der Besetzung Ruandas durch belgische Kolonialtruppen im Jahr 1915 und Übernahme des Völkerbundmandates im Jahr 1918 brachten dann die neuen Herren als Sprache das Französische mit, das 1929 zur offiziellen Sprache des Landes gemacht wurde. Auch nach der Unabhängigkeit Ruandas in der ersten Hälfte der 1960er Jahre blieb Französisch Amtssprache, mit bedeutenden Auswirkungen z. B. auf das Bildungssystem (siehe unten). Von 1979 bis 1991 wurde im Sekundärunterricht statt Französisch Kinyarwanda als Unterrichtssprache verwendet. 1994 wurde Englisch als Unterrichtsfach eingeführt. 1996 erhielt Englisch erstmals insofern einen offiziellen Status, dass Eltern die Entscheidung überlassen wurde, ob ihre Kinder auf Englisch oder auf Französisch unterrichtet werden. Im Oktober 2008 fällte die ruandische Regierung dann die richtungsweisende Entscheidung, dass, um Ruanda in Zukunft einen besseren Zugang zur Ostafrikanischen Gemeinschaft (EAC) und anderen internationalen Organisationen zu ermöglichen, Französisch als Unterrichtssprache durch Englisch ersetzt werden sollte. Seit 2009 erfolgte eine Umstellung auf das Englische, die im Verlauf des Jahres 2010 formal zum Abschluss kam. Im Februar 2017 wurde Suaheli vierte offizielle Sprache in Ruanda. Suaheli, die Lingua franca Ostafrikas, ist bereits offizielle Sprache in drei großen Ländern der EAC und darüber hinaus die wichtigste Sprache für die Kommunikation innerhalb der ruandischen Armee.

## Hintergründe des Sprachwechsels
Hintergrund dieser Umstellung ist der erwähnte Konflikt zwischen den Bevölkerungsgruppen der Hutu und der Tutsi, der seit den 1960er Jahren in verschiedene Massaker, Vertreibungen und schließlich den Völkermord in Ruanda von 1994 mündete. In mehreren Wellen waren seit den 1960er Jahren Tutsi vor allem in das benachbarte (englischsprachige) Uganda oder Tansania geflüchtet, so dass Anfang der 1990er Jahre insgesamt etwa 600.000 Tutsi als Flüchtlinge im Ausland lebten. Der Völkermord an den Tutsi von 1994 wurde durch die Invasion einer Guerillaarmee unter Führung von Paul Kagame beendet, die aus nach Uganda geflüchteten Tutsi bestand. Die Tutsi, die nun nach Ruanda zurückkehrten und die Macht übernahmen, hatten wie der seitherige Präsident Kagame, zumeist den größten Teil ihres Lebens im englischsprachigen Uganda verbracht oder waren sogar dort geboren. Damit gab es seit 1994 eine Machtelite in Ruanda, die überwiegend die französische Amtssprache des Landes nicht verstand und teilweise auch schlecht Kinyarwanda sprach. Gleichzeitig war das Verhältnis zu Frankreich stark belastet, da die neuen Herren Frankreich eine Mitschuld am Völkermord gaben. Zur offiziellen Begründung gehörte allerdings auch, dass sich Ruanda zunehmend an den englischsprachigen Nachbarländern orientierte: Im Jahr 2007 trat das Land der Ostafrikanischen Gemeinschaft bei und 2009 wurde Ruanda als 54. Mitglied in den (englischsprachigen) Commonwealth aufgenommen.

## Bedeutung der Amtssprachen
Die Frage der Amtssprache hat erhebliche praktische Auswirkungen. Nachdem die Regierung am 14. Oktober 2008 den Beschluss gefasst hatte, die Schul- und Verwaltungssprache von Französisch auf Englisch umzustellen, wurde dies von frankophonen Beobachtern als „neue Stufe im Bruch mit Frankreich“ betrachtet. Diese Sichtweise wurde jedoch von ruandischen Vertretern nicht geteilt und mit dem Hinweis zurückgewiesen, dass Ruanda zum einen nicht beabsichtige, die organisierte Francophonie (OIF) zu verlassen und zum anderen vergleichsweise mehr Französischsprecher aufzuweisen habe als OIF-Mitgliedsstaaten wie Albanien oder Laos.
Bereits im Frühjahr 2009 erfolgte in den Ministerien und Behörden die Umstellung, was bedeutete, dass alle offiziellen Dokumente von nun an auf Englisch abgefasst werden mussten. 2010 war auch Umstellung der Schulsprache von Französisch auf Englisch formal beendet. Kinyarwanda blieb weiterhin die Unterrichtssprache für die ersten drei Grundschuljahre in Ruanda. Ab der vierten Klasse und für sämtliche weiterführenden Schulen war nun Englisch Unterrichts- und Prüfungssprache. Da nicht genügend Lehrpersonal vorhanden war, das ausreichende Englischkenntnisse besaß, wurden dafür auch Lehrer aus dem benachbarten Uganda oder Tansania angeworben. Da es auch einen Mangel an englischsprachigen Unterrichtswerken gab, galt von 2010 bis 2013 eine dreijährige Übergangszeit, in der Französisch und Englisch an den Schulen und Universitäten nebeneinander bestanden und Schüler sich entscheiden konnten, in welcher der beiden Sprachen sie ihre Prüfungen ablegen möchten.
Die Politik der Regierung fiel bei der Bevölkerung anscheinend auf fruchtbaren Boden, denn bereits 2010 beklagte man in der französischen Presse, dass in Ruanda sowohl in der Hauptstadt als auch dem Land statt "bonjour" immer häufiger "hello" zu hören sei. Auch war das Französische, was die Lese- und Schreibfähigkeit (Literacy) der Bevölkerung älter als 15 Jahre betraf, bereits im Jahr 2012 hinter Kinyarwanda und Englisch auf den dritten Platz zurückgefallen. Dieser Trend wird sich durch die im Februar 2017 erfolgte Einführung von Suaheli als vierte offizielle Landessprache in Zukunft noch verstärken, zumal die Anzahl der Personen, die über passable Französischkenntnisse verfügen, schon immer vergleichsweise niedrig war. Und dies, obwohl Französisch schon seit 1929 offizielle Landessprache ist. Hinzu kommt noch, dass in Ruanda der Anteil der Bevölkerung im Alter unter 15 Jahren sehr hoch ist. Im Jahr 2002 betrug er fast 44 %. Diese jungen Leute wachsen nun alle in einem überwiegend englischsprachig ausgerichteten Schulsystem auf. Auch wenn die rasante Umstellung gelegentlich Probleme verursacht, wird die Entwicklung des Landes in den kommenden Jahren zu einem neuen Mitglied der englischsprachigen Welt wohl nicht aufzuhalten sein.

## Gebärdensprache
Die Rwanda National Union of the Deaf (RNUD) setzt sich dafür ein, dass die ruandische Gebärdensprache als fünfte Sprache Ruandas offiziell anerkannt wird. Nach ihren Angaben gibt es etwa 70.000 Gehörlose in Ruanda. Ein Wörterbuch wurde 2023 in zweiter Auflage veröffentlicht, das rund 2000 Gebärdenzeichen umfasst.